# ジナシオ・ド・マラカナンジーニョ
ジナシオ・ド・マラカナンジーニョ（ポルトガル語: Maracanãzinho Gymnasium、Ginásio do Maracanãzinho）は、ブラジルのリオデジャネイロにある体育館。エスタジオ・ド・マラカナンスタジアムに隣接する。
ポルトガル語で「小さなマラカナン」という意味。
1954年に建設され、2007年パンアメリカン競技大会（バレーボール）時に大規模改修が実施された。

## 主な開催
- 2008 FIFAフットサルワールドカップ
- グランドスラム・リオデジャネイロ2009
- グランドスラム・リオデジャネイロ2010
- 2013年世界柔道選手権大会
- 2014年UFC 179
- 2015年UFC Fight Night: Maia vs. LaFlare
- 2016年リオデジャネイロオリンピック（バレーボールインドア男女全76試合[6]）
- 2016年リオデジャネイロパラリンピック（シッティングバレーボール）